# シャルル・サンソン・ド・ロンヴァル
シャルル・サンソン・ド・ロンヴァル（Charles Sanson de Longval、1635年 - 1707年）は、フランスの死刑執行人、サンソン家の初代当主である。

## 経歴
- 1635年、ノルマンディー地方のアブヴィルで生まれる。家は比較的裕福で名門の家筋で、教育レベルは高かったと言われている。従妹のコロンブとは同じ家で育ち、恋仲だったが、叔父の意志でコロンブは11歳年上の兄と結婚させられ、兄夫婦との同居が続く。が、コロンブへの想いは断ち切れず、それを忘れるため、シャルルはフランス植民地軍の兵士としてカナダへ向かい、3年間従軍したのち帰国。
- 1661年、ディエップの連隊で中尉を務める。叔父が亡くなり、遺産相続に敗れて困窮する兄夫婦に仕送りをしていたが、兄も死去し、シャルルはコロンブに求婚し、二人でディエップに向かう。が、嵐にあって途上で行倒れてしまい、コロンブは死亡してしまい、シャルルはルーアンの処刑人のピエール・ジュアンヌに助けられる。シャルルはピエールの家で介抱されるうち、彼の娘である美貌で知られたマルグリット・ジュエンヌに一目惚れする。
- 1675年、ジュアンヌへの恋はつのり、シャルルはついに連隊を辞め、賎民に堕ちるのもいとわず、処刑人の娘であるマルグリット・ジュエンヌと結婚して処刑人になる。
- 1681年 息子シャルル・サンソンが生まれる、息子を産んで暫くしてマルグリットは死亡する。
- 1688年 パリの処刑人ニコラ・ルヴァスールが不祥事を起こして解任されるとその職権を買い取ってムッシュ・ド・パリに叙任される。
- 16??年 ジャンヌ＝ルネ・デュピュと再婚する。
- 1693年、12月11日付より、「日誌」を書き始める。
- 1699年 仕事を息子に譲って引退する。
- 1707年 死去

サンソン回想録ではピエール・ジュアンヌをサンソン家初代として記して、サンソン家を7代としている。
サンソン家の人間は代々、偽名を使う時には「ロンヴァル」と名乗ったという。ロンヴァルというのは、所有していた土地のあったところで、「ド・ロンヴァル」というのは貴族風の名乗りである。